# Chałtury
Chałtury – czwarty z kolei, a zarazem pierwszy koncertowy album Elektrycznych Gitar, wydany w 1996 roku. W 1995 r. Elektryczne Gitary straciły kontrakt z wytwórnią Zic Zac i związały się z PolyGram Polska (obecnie Universal Music Polska). Postanowiono wówczas, że najpierw nagrają dla nich pierwszy koncertowy album Elektrycznych Gitar. Na koncertach w zespole grał już saksofonista Aleksander Korecki, który dołączył na stałe do zespołu tuż po wydaniu Huśtawek. Album „Chałtury” okazał się najbardziej rockowym albumem zespołu, do czego przyczyniła się atmosfera na koncertach i „ogranie” zespołu. Materiał na płytę zebrano z dwóch warszawskich występów grupy. Oprócz znanych przebojów, na płycie wydano od dawna grane przez zespół, ale nie wydane dotychczas covery. Pierwszym z nich była Celina, której autorem był Stanisław Staszewski i którą grał również w innych wersjach Kult i Kazik na Żywo. Drugim - Odpad atomowy (tutaj podpisany Jestem o(d)padem atomowym) Mirosława Jędrasa ze skifflowej grupy Zacier (również grany przez KNŻ). Na płycie są też piosenki autorstwa Jacka Kleyffa, jak również utwory wybrane z pierwszej solowej płyty lidera zespołu. Niektóre kompozycje są na płycie zagrane w innej, bogatszej aranżacji – zaliczyć do nich można dłuższe, popisowe wersje Końca i Włosów lub przerobione Idę do pracy. Na singlu zapowiadającym album wydano właśnie wspomniane Idę do pracy wraz z Jestem o(d)padem atomowym (do którego nagrano teledysk) i Jestem z miasta w koncertowej aranżacji.

## Lista utworów[2]
1. „...ludzie czekają..."
2. „Dzieci wybiegły” (J. Sienkiewicz)
3. „Człowiek z liściem” (J. Sienkiewicz)
4. „Idę do pracy” (J. Sienkiewicz)
5. „Przewróciło się” (J. Sienkiewicz)
6. „Serce jak pies” (P. McCartney / sł. pol. J. Sienkiewicz)
7. „Wyszków tonie” (J. Sienkiewicz)
8. „Radość” (J. Sienkiewicz)
9. „Nie pij Piotrek” (J. Sienkiewicz)
10. „Wytrąciłaś” (J. Sienkiewicz)
11. „Żądze” (J. Sienkiewicz)
12. „A ty co” (J. Sienkiewicz)
13. „Ryba piła” (J. Sienkiewicz)
14. „Cyrk” (J. Kleyff)
15. „Głowy Lenina” (J. Sienkiewicz)
16. „Tatusia” (P. Łojek, J. Sienkiewicz)
17. „Jestem z miasta” (J. Sienkiewicz)
18. „Piosenka polityczna” (J. Sienkiewicz)
19. „Huśtawka” (J. Kleyff)
20. „Celina” (S. Staszewski)
21. „Jestem o(d)padem atomowym” (M. Jędras)
22. „Widmo” (J. Sienkiewicz)
23. „Włosy” (trad. / J. Sienkiewicz)
24. „Koniec” (J. Sienkiewicz)

## Wykonawcy
- Kuba Sienkiewicz – gitara elektryczna, śpiew
- Piotr Łojek – instrumenty klawiszowe
- Tomasz Grochowalski – gitara basowa
- Aleksander Korecki – saksofon, flet, instrumenty perkusyjne
- Jarosław Kopeć – perkusja